# Corato
Corato (Quaratë nel dialetto locale) è un comune italiano di 46 819 abitanti della città metropolitana di Bari in Puglia.

## Geografia fisica
Il centro abitato è situato a 232 metri sul livello del mare. Il territorio comunale, con una superficie di 167,73 km², si estende sulle pendici orientali delle Murge. Prevalentemente roccioso o semi-roccioso, è caratterizzato da ampi spazi aperti nei quali domina la vegetazione spontanea, interrotti da aree coltivate prevalentemente a vigneto, oliveto, mandorleto e seminativo.
La vegetazione prevalente è la steppa o para-steppa; vi sono, inoltre, lembi di boschi di querce a roverella e pinete in particolar modo nella Murgia Serraficaia (673 m s.l.m.) e a San Magno (480 m s.l.m.).

## Storia

### Preistoria
La zona di Corato è stata abitata sin dalla tarda Età del bronzo, come testimoniano le emergenze archeologiche in località San Magno, a circa 15km dalla città. In questa zona è stata riportata alla luce una necropoli italica di tombe a tumulo, complete di corredi funebri principalmente composti da vasellame e monili in ferro che testimoniano scambi commerciali e culturali con altre zone del Mar Mediterraneo. 
Altro pregevole testimone della storia più antica di Corato è il Dolmen sito in località Chianca dei Paladini, risalente al XIV secolo a.C.

### Età classica
Le origini dell'attuale centro abitato di Corato si collocano nel III secolo a.C., durante il periodo repubblicano di Roma, quando Scipione l'Africano premia i reduci della conquista di Cartagine, concedendo loro diversi territori in Puglia. Uno di loro, un certo Caius Oratus, avrebbe avuto in qualità di patrizio romano una zona su cui fece sorgere un villaggio al quale avrebbe dato il nome facendolo derivare dal suo. Il nome nei secoli oscilla fra Coratus, Coratum, Curati (in epoca normanno-sveva), Quarata e Quadrata (in epoca spagnola e ducale; si ricordi il breve ducato di Bisceglie di cui Corato fu parte), finché in epoca borbonica la cittadina assume il nome ufficiale di Corato. Anticamente la città era percorsa da un tratto interno della via Traiana: l'abitato romano sarebbe confermato dall'originale pianta quadrata (da cui probabilmente il nome della città, secondo alcuni studiosi).
Fin dalla sua fondazione nel III secolo a.C. fino alla caduta dell'Impero romano d'occidente, il villaggio di Corato faceva parte del territorio della vicina Ruvo di Puglia, all'epoca florida polis greca e poi municipium romano, in epoca greca era conosciuta come Ρυψ (Rhyps, pron: Rüps), poi Rubi, in età romana.
Corato era inizialmente una piccola comunità contadina che adorava divinità boscherecce o della fertilità, ma grazie alla trionfale predicazione di San Pietro e San Paolo essa divenne ben presto comunità cristiana che adorava i primissimi santi fra i quali San Vito e Santa Lucia, in onore della quale si allestiva il "falò di Santa Lucia", tradizione ancora viva nel terzo millennio.

### Medioevo
Corato, che mantenne nel tempo la sua caratteristica contadina e pastorale, fu nel V secolo teatro delle scorrerie barbariche dei Visigoti di Alarico e in seguito delle orde saracene che portavano massacri e distruzione. A questo proposito gli abitanti di Corato edificarono una torre lungo la via che saliva dal porto di Trani e un'altra detta "Turris Longa" in posizione dominante avanzata che aveva piuttosto una funzione di avvistamento.
Nell'XI secolo Corato come tutta la Puglia fu preda dei Normanni. Trani fu dominata dal conte Drogone, mentre Pietro il Normanno prese possesso dell'abitato coratino nel 1046. In quest'anno fu fondata ufficialmente la città di Corato e insieme all'atto di fondazione Pietro il Normanno ordinò ai capi maestri di erigere quattro torri, delle quali restano oggi labili tracce, e relative mura.
Lo sviluppo continua, confermato anche dal geografo arabo El Edrisi, che ne descrive alcune specialità nel 1155:
(El Edrisi, geografo arabo del XII secolo)
La città rimane fedele a Corradino di Svevia anche dopo la morte di Federico II nel 1250, e alla conquista di Carlo I d'Angiò ottiene il motto di "Cor sine labe doli" (in lingua latina "Cuore senza macchia di infamia"), riportato ancora oggi nello stemma civico.

### Età moderna
I Borbone nel XVI secolo dominano Corato e la zona circostante, fino ad un modesto tentativo d'insurrezione ad opera del cittadino Federico Quinto nel 1799. Infeudata pochi anni dopo alla famiglia Carafa duchi di Andria e conti di Ruvo, nel 1503 la città assiste alla celeberrima disfida di Barletta, infatti il combattimento ebbe luogo tra Corato e Andria in territorio di Trani, Contrada Sant'Elia, allora sotto il dominio dei Veneziani. Un grande fervore economico ed edilizio coinvolge poi la città a partire dalla salita di Gioacchino Murat in poi, fino a proseguire con l'unità d'Italia.

### Età contemporanea
Nel maggio 1922, a causa dell'innalzamento idrogeologico della falda freatica sottostante la città, si verificò un gravissimo crollo che interessò alcuni quartieri della città. Questo causò la perdita di numerosi palazzi storici, tra i quali il Palazzo Nuovo o Ducale che sorgeva al centro della città vecchia.
Negli anni '50 e '60 un gran numero di coratini emigrò verso il nordovest, in particolare a Torino dove costituirà una comunità di un certo rilievo. 
Il 5 febbraio 2006 con oltre il 70% dei votanti al referendum consultivo fra i cittadini coratini ha respinto l'ingresso nell'istituenda provincia di Barletta-Andria-Trani. L'affluenza è stata di circa il 40%, e nonostante il non raggiungimento del quorum, la decisione è stata confermata dal consiglio comunale.

### Simboli
Lo stemma del Comune di Corato è stato approvato con decreto del capo del Governo del 7 aprile 1937.
(D.C.G. 7 aprile 1937)

## Monumenti e luoghi d'interesse

### Architetture religiose

#### Chiesa di Santa Maria Maggiore
Chiesa matrice del paese, chiamata popolarmente "il Duomo", è menzionata per la prima volta in un documento dell'XI secolo; l'aspetto attuale, tuttavia, è quello che l'edificio ha assunto dopo vari rifacimenti dovuti al terremoto del 1627 e a un intervento di restauro del XIX secolo che ha cancellato quasi ogni traccia dell'impianto originale.
La facciata esterna, sulla quale sono chiaramente visibili le stratificazioni e le modifiche di cui sopra, presenta una lunetta ad altorilievo raffigurante una Deesis. A sinistra del portale, a ridosso dell'intersezione col torrione del campanile, a 2,43 m da terra, vi è una lastra lapidea rettangolare in pietra calcarea (ca. 1,88 m di lunghezza per 1,03 m di altezza), circondata da una cornice e sormontata da tre piccoli archi a tutto sesto: su di essa sono appena visibili i resti scolpiti di un rilievo (ora quasi del tutto abraso) raffigurante l'ascensione al cielo di Alessandro Magno, tema iconografico di grande fortuna nell'arte medievale e (soprattutto di ambito romanico pugliese) e nell'arte bizantina. Dell'originario rilievo sono leggibili solo le due esche infilzate sulla punta delle due lance.
All'interno si può ammirare un prezioso busto-reliquiario d'argento che ritrae il patrono della città San Cataldo, nonché un prezioso affresco della Madonna di Costantinopoli risalente al 1559, tornato alla luce in tempi recenti dopo esser stato murato per diversi secoli.

#### Santuario della Madonna Greca
Uno dei più importanti luoghi di culto della città, sede della parrocchia omonima, è molto importante per il paese poiché strettamente legata ad alcuni avvenimenti di notevole rilevanza per la sua storia; vi si custodisce inoltre una presunta immagine acheropita ed è il luogo di sepoltura della Venerabile Luisa Piccarreta.

#### Chiesa Maria SS. del Monte Carmelo
La chiesa di Santa Maria del Carmine è sede dell'omonima confraternita. Sulla facciata a bugnato rustico si apre un semplice portale architravato, mentre la parte alta, terminata in tempi più recenti, ha un coronamento a timpano. L'edificio, realizzato nella seconda metà del XVIII secolo, ha subito rifacimenti negli anni Trenta del XX secolo, come conferma la data del 1936 rilevabile sul portale laterale.
L'interno, di modeste dimensioni, ha conservato l'aspetto originario, anche se la coloritura degli intonaci è di fine '900. La chiesa, a navata unica, coperta a botte unghiata, presenta tre cappelle per lato, scandite da arcate. All'interno dell'ampia abside si aprono due portali simmetrici; alcune paraste e un marcato cornicione soprastante segnano l'invaso della navata e dell'abside. Nell'ancona del presbiterio è conservata una statua settecentesca raffigurante la Madonna del Carmine. L'apparato decorativo è formato da elementi a stucco e legno dorato.
La controfacciata ospita un pregevole organo realizzato nel 1760 dall'organaro barese Pietro De Simone, racchiuso in una cassa di risonanza lignea finemente decorata.

#### Chiesa dei Cappuccini
Intitolata alla Risurrezione di Gesù Cristo, la chiesa fu edificata nel 1756. La comunità dei frati minori Capuccini è documentata a Corato sin dal 1591; l'autorizzazione alla costruzione del convento risale invece al 1594, e fu finanziata dalla famiglia Carafa, conti di Ruvo di Puglia e duchi di Andria (di cui Corato è feudo). Dalla prima metà del XIX secolo la rettoria dei Cappuccini ospita le Suore della Carità dell'Immacolata Concezione, dette 'Suore di Ivrea'. La Chiesa dei Cappuccini è il centro del culto coratino di santa Rita da Cascia, della Madonna del Pozzo e di san Pio da Pietrelcina.
L'edificio si caratterizza per un ampio vestibolo d'ingresso con volta a crociera e per una sacrestia affrescata. La chiesa custodisce una tela del pittore fiammingo Gaspar Hovich della fine del XVI secolo, e una pala di altare di Giovanni Antonio Oppido Materano. Entrambe provengono dalla Chiesa 'Monte di Pietà', andata distrutta in seguito al disastro idrogeologico del 1922.
La messa prefestiva celebrata in questa chiesa è tradotta in lingua dei segni italiana.

#### Chiesa Madonna delle Grazie
La chiesa rurale detta “Chiesa di Bracco” perché sita sulla vecchia via tra Corato e Ruvo in contrada Bracco,a 1 km dal centro abitato, è inserita nel complesso edilizio del XVIII secolo che costituiva l'antico convento francescano. La chiesa risulta esistente sin dal 1599. Intorno al 1864 il convento passò al Comune e fu messo in vendita; la chiesa subì numerose modifiche nel corso dei secoli, fino a perdere l'aspetto originario.
Nel 1997, la Curia Arcivescovile di Trani curò il restauro della chiesa. L'interno della chiesa fu liberato dall'intonaco, portando alla comparsa di due grossi pilastri in pietra e di una volta in pietra e tufo. Il pavimento avvallato fu riportato al livello originario.

La Chiesa di Bracco è dedicata alla Madonna delle Grazie, la quale gode di ben due feste annuali, il 2 luglio e l'8 settembre; durante quest'ultima viene allestito un carro trainato dai buoi che porta in processione l'effigie della Madonna.

### Architetture civili

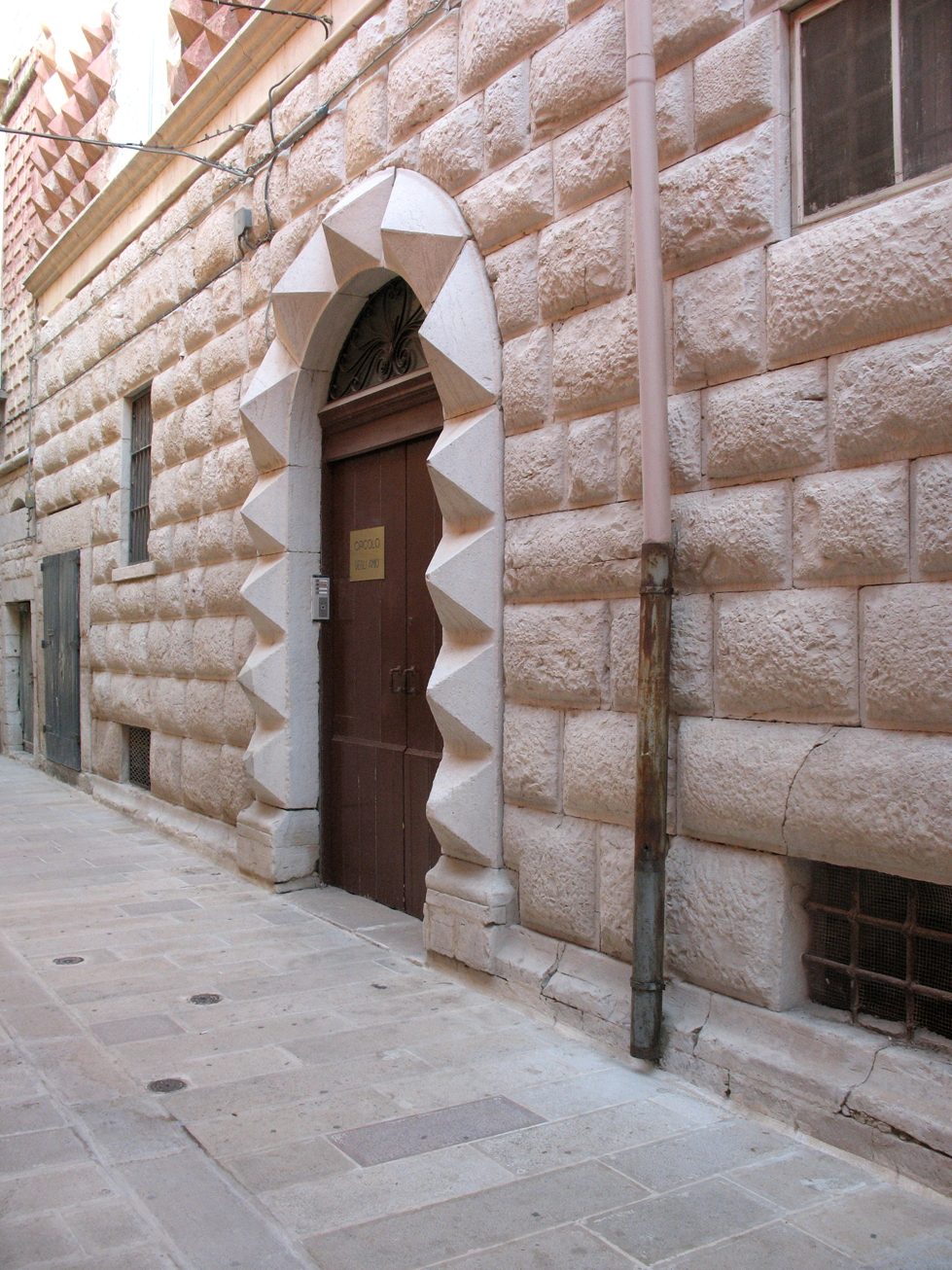
Palazzo delle Pietre Pizzute

- Palazzo di Città: sede del municipio dal 1877, era precedentemente un convento dei frati Minori Osservanti di San Cataldo. Oltre al prospetto in stile ottocentesco, gli interni presentano un chiostro cinquecentesco con archi ogivali tardo-gotici su pilastri, con diverse finestre a due livelli in stile barocco e nella parte superiore l'orologio civico. Fino al 2009 al suo interno erano conservati il bassorilievo della Madonna del Latte, probabilmente del 1548 di Paolo da Cassano ed un affresco della Pietà della scuola ferrarese del XVI secolo; attualmente le opere sono conservate nel Museo della Città e del Territorio della città[15].
- Palazzo delle Pietre Pizzute (Palazzo Patroni Griffi o De Mattis): palazzo cinquecentesco con portale ornato da tredici bugne piramidali, con in alto lo stemma dei conti Patroni Griffi. La sua costruzione si ritiene risalga al 1492, come probabile sede di un centro studi aperto sull'onda della scoperta dell'America. È probabile che i suoi progettisti trassero spunto dal Palazzo dei Diamanti di Ferrara per la sua realizzazione.
- Palazzo La Monica Vecchio: è una grande costruzione con un prospetto duplice e diversi portali ottocentesco e rinascimentale, con una balaustra superiore.
- Palazzo ex Pretura in Piazza Sedile: ex convento restaurato di recente.
- Palazzo Catalano: piccola fabbrica popolare risalente al 1598, con al primo piano un affresco con una scena di caccia e al secondo piano un'iscrizione con il nome del fondatore, Antonio Catalano.
- Palazzo Gioia: edificato sul castello più antico della seconda metà dell'Ottocento, con il portale a destra coprente due rilievi con gli emblemi della famiglia Carafa.
- Palazzo ex Biblioteca Comunale: risalente al XVII secolo.
- Palazzo Santarella: il palazzo è stato edificato da Luigi Santarella applicando le sue nozioni sul cemento armato ed è uno dei primi esempi di costruzione in Italia con l'uso di questo materiale.
- Monumento ai Caduti: in Piazza Vittorio Emanuele, opera dello scultore coratino Franco De Palma; eretto nel 1956 ha sostituito il vecchio monumento fatto smantellare nel 1941 per fonderne il contenuto da destinare alle produzioni belliche del periodo.

### Siti archeologici
- Chianca dei Paladini: un dolmen dell'età del Bronzo costruita con tre lastre megalitiche (le cosiddette chianche, da cui il nome) ed una quarta ricoprente; la leggenda racconta sia il risultato di una competizione fra giganti.
- Sepolcri di San Magno: tumuli risalenti all'età protostorica, circa VII secolo a.C. nella contrada omonima.

## Società

### Evoluzione demografica
Abitanti censiti

### Lingue e dialetti
Il dialetto coratino è una variante del dialetto barese. Esso si configura come un dialetto a metà strada tra la fascia murgiana e la fascia sud-ovest barese. Ad esempio, si riscontrerà nan (tipico dei dialetti murgiani ed assente nell'hinterland barese), ma poi sàpe (tipico dell'hinterland barese ed assente nei dialetti murgiani, dove spesso l'apertura è in é, quindi sépe, séipe, o a volte si chiude in è, quindi sèpe).

### Tradizioni e folclore
Importanti sono le celebrazioni di agosto per la festa del patrono locale, San Cataldo, che secondo la tradizione, nel 1483 salvò il paese da una grave pestilenza.

## Cultura

### Media
A Corato viene edito il mensile Lo Stradone fondato nel 1979 da padre Emilio D'Angelo. Da gennaio 2020 è stato incorporato da Coratolive.it

### Teatro
Il teatro comunale di Corato fu inaugurato nel 1874. Fu voluto e costruito sotto l'allora sindaco e deputato "progressista" del Parlamento regio Giuseppe Patroni Griffi, avo dell'omonimo commediografo. È stato il più grande Teatro della Puglia, sino alla costruzione del Teatro Petruzzelli di Bari. Il Teatro fu realizzato nel 1874, dopo solo un anno dall'approvazione del progetto, con l'ausilio degli scenografi del Teatro San Carlo di Napoli.
Ha inoltre sede a Corato l'I.T.A.C.A., la prima accademia d'arte drammatica pugliese riconosciuta dalla Regione Puglia, gemellata con la LAMDA di Londra e impegnata nella formazione di giovani attori e registi. Attualmente è diretta da Nicola Vero.

### Musica
Forte è anche la tradizione bandistica, in comune con la maggior parte dei comuni vicini quali Ruvo di Puglia, Bisceglie, Trani, Molfetta, sin dagli inizi del Novecento fino ai giorni nostri.

### Cinema
A Corato sono stati girati i seguenti film:
- nel 1979 la commedia sexy La liceale seduce i professori, con Gloria Guida, Alvaro Vitali, Donatella Damiani e il pugliese Lino Banfi.[20]
- nel 1992 Io speriamo che me la cavo, di Lina Wertmüller con Paolo Villaggio.
- nel 2000 Albania blues di Nico Cirasola
- nel 2006 Bastardi di Andres Alce Meldonado.

### Cucina
Corato è famosa per il consumo regolare di carne equina. Un primo piatto tipico è infatti il ragù con braciole (involtini) di carne d'asino o cavallo, con cui in genere si condiscono le orecchiette (strascenàte in dialetto coratino). La pignatta di trippa e il calzone (una focaccia ripiena di cipolle cotte a vapore, olive nere, acciughe sotto sale e  uva sultanina) sono invece tipici secondi o piatti unici. Si producono formaggi a pasta filata quali la scamorza, i nodini e la burrata, quest’ultima originaria della limitrofa Andria. Fra i dolci tipici natalizi si ricordano le cartellate con vincotto o miele, il marzapane, il sasanello e i taralli alla vaniglia, mentre per le festività pasquali è consuetudine preparare la scarcella.

## Economia
L'economia è prevalentemente agricola anche se non sono molti i terreni fertili essendo questi ultimi estesi prevalentemente verso la murgia, più fredda e meno favorita. Negli ultimi anni, vi è stato anche un impulso verso il settore artigianale, della piccola industria e del terziario avanzato. La particolare tradizione agricola ha permesso la creazione di un grosso polo agro-alimentare che estrinseca le sue attività produttive preminenti in diversi settori: quello lattiero-caseario con la presenza di numerosi laboratori a conduzione familiare; quello oleicolo: Corato è la patria dell'olio extra vergine ottenuto dalla molitura della Coratina, “Cultivar Coratina o racioppa di Corato”; quello vinicolo: questo comparto usufruisce della presenza di circa 2.000 ettari di vigneti per la produzione di uva da tavola (rappresentata dalle varietà uva baresana, regina bianca, Italia primus e cardinale) e di uva da vino (rappresentata dalle varietà: moscato bianco, sangiovese, nero di uva di Troia, pampanuto, bombino nero, montepulciano); settore alimentare: con importanti industrie molitorie (tra le altre Casillo, uno dei principali produttori a livello mondiale) e di lavorazione della pasta (Granoro e "Riscossa") nonché i tarallifici ("La Spiga" e "Fiore di Puglia"), che assicurano un'elevata produzione di specialità alimentari conosciute sull'intero territorio nazionale ed estero.

## Infrastrutture e trasporti
Corato è servita da una stazione posta sulla ferrovia Bari-Barletta, gestita dalla Ferrotramviaria, che ricalca il tracciato della precedente tranvia a vapore.

## Amministrazione
Di seguito è presentata una tabella relativa alle amministrazioni che si sono succedute in questo comune.
| Periodo           | Periodo          | Primo cittadino              | Partito                       | Carica              | Note   |
| ----------------- | ---------------- | ---------------------------- | ----------------------------- | ------------------- | ------ |
| 27 settembre 1988 | 20 ottobre 1992  | Aldo Sciscioli               | Democrazia Cristiana          | Sindaco             | [ 22 ] |
| 20 ottobre 1992   | 23 febbraio 1993 | Antonio Nunziante            |                               | Comm. straordinario | [ 22 ] |
| 23 febbraio 1993  | 29 giugno 1993   | Carlo Striccoli              |                               | Comm. straordinario | [ 22 ] |
| 29 giugno 1993    | 12 maggio 1997   | Luigi Di Gennaro             | Movimento Sociale Italiano    | Sindaco             | [ 22 ] |
| 2 giugno 1997     | 16 dicembre 1999 | Luigi Di Gennaro             | Alleanza Nazionale            | Sindaco             | [ 22 ] |
| 16 dicembre 1999  | 1º maggio 2000   | Giuditta Montanari           |                               | Comm. pref.         | [ 22 ] |
| 1º maggio 2000    | 2 luglio 2002    | Ruggiero Maria Fiore         | L'Ulivo                       | Sindaco             | [ 22 ] |
| 2 luglio 2002     | 27 maggio 2003   | Antonio Nunziante            |                               | Comm. straordinario | [ 22 ] |
| 27 maggio 2003    | 15 aprile 2008   | Luigi Perrone                | Casa delle Libertà            | Sindaco             | [ 22 ] |
| 15 aprile 2008    | 19 gennaio 2013  | Luigi Perrone                | Il Popolo della Libertà       | Sindaco             | [ 22 ] |
| 19 gennaio 2013   | 1º luglio 2013   | Biagio De Girolamo           |                               | Comm. pref.         | [ 22 ] |
| 12 giugno 2013    | 13 novembre 2013 | Renato Bucci                 |                               | Sindaco             | [ 22 ] |
| 13 novembre 2013  | 30 maggio 2014   | Maria Filomena Dabbicco      |                               | Comm. straordinario | [ 22 ] |
| 30 maggio 2014    | 11 ottobre 2018  | Massimo Mazzilli             | Indipendente di centro-destra | Sindaco             | [ 22 ] |
| 10 giugno 2019    | 22 luglio 2019   | Pasquale D'Introno           | Fratelli d'Italia             | Sindaco             | [ 22 ] |
| 23 luglio 2019    | 4 ottobre 2020   | Paola Maria Bianca Schettini |                               | Comm. straordinario | [ 22 ] |
| 5 ottobre 2020    | in carica        | Corrado De Benedittis        | Democrazia Solidale           | Sindaco             | [ 22 ] |

### Gemellaggi
- Grenoble, dal 1999; una grande comunità coratina vi è presente sin dall'inizio del XX secolo.
- Muro Lucano, dal 2015[26]

## Sport
Ha sede nel comune la società di calcio U.S.D. Corato Calcio 1946, che ha disputato campionati dilettantistici regionali. Attualmente la squadra è iscritta nel campionato di Eccellenza Pugliese, girone A, in fase di recessione nel campionato Promozione.
Ha sede in città l'A.S.D. Olimpia Pallacanestro Corato, società di basket femminile, fondata nel 1999, mentre in campo maschile la squadra di pallacanestro cittadina è l'A.S. Basket Corato, fondata nel 1962, che ha raggiunto in passato la Serie B2. Nella stagione sportiva 2017-2018 ha conseguito la promozione in Serie B, terzo livello nazionale della pallacanestro.

### Altri sport
- Apulia Scacchi Club, fondata nel 1996, ha militato nel 2008 in serie A2 del Campionato Italiano di scacchi a squadre
- Tiro a Segno Nazionale Corato, fondata nel 1884
- Pol. Libertas Corato, fondata nel 1945 (Atletica)
- Circolo Tennis P. Tandoi, fondato nel 1968
- Gym Progression società di Ginnastica artistica, fondata nel 2017, società che dal 2018 partecipa al campionato di serie C Gold della Federazione Ginnastica Italiana[senza fonte]
- Rugby Corato ASD[27], fondato nel 2014 dalle ceneri della più antica Fiamma Corato attiva dagli anni '80 e '90

### Impianti sportivi
- Stadio Comunale di Via Gravina.
- Palazzetto dello sport, Palalosito.